# 托里镇
托里镇，是中华人民共和国新疆维吾尔自治区塔城地区托里县下辖的一个乡镇级行政单位。

## 行政区划
托里镇下辖以下地区：
镜泉社区、拜格托别社区、喀拉盖巴斯陶社区、铁斯巴汗社区、文化街社区、复兴路社区、城郊村和铁斯巴汗村。